# Aleksej Poltaranin
Aleksej Jur'evič Poltoranin, accreditato come Alexey Poltoranin dalla FIS (Ridder, 29 aprile 1987), è un ex fondista kazako.

## Biografia
Ha debuttato in campo internazionale ai Mondiali juniores del 2002, senza conseguire risultati di rilievo. Complessivamente ha preso parte a sei edizioni della rassegna iridata giovanile, vincendo due medaglie. In Coppa del Mondo ha esordito il 21 novembre 2004 nella staffetta di Gällivare (16°) e ha ottenuto la prima vittoria, nonché primo podio, il 10 dicembre 2010 nella 15 km a tecnica classica di Davos.
In carriera ha partecipato a quattro edizioni dei Giochi olimpici invernali, Torino 2006 (39° nella 15 km), Vancouver 2010 (14° nella 15 km, 27° nella 50 km, 5° nella sprint, 5° nella sprint a squadre, 11° nella staffetta), Soči 2014 (9° nella 15 km, 15º nello skiathlon, 8° nella sprint a squadre) e Pyeongchang 2018 (15º nella 50 km, 17º nella sprint, 15º nella sprint a squadre, 8° nella staffetta), e a sette dei Campionati mondiali, vincendo due medaglie.
Il 27 febbraio 2019, durante i Mondiali di Seefeld in Tirol, è stato arrestato, assieme ad altri quattro atleti, per esser stato colto in flagrante mentre faceva uso di doping (Operazione Aderlass); è stato rilasciato il giorno successivo dopo aver ammesso la propria responsabilità. Poltaranin è stato squalificato per quattro anni e tutti i suoi risultati ottenuti a partire dalle Olimpiadi di Pyeongchang 2018 sono stati annullati.

## Palmarès

### Mondiali
- 2 medaglie:
  - 2 bronzi (50 km, sprint a squadre a Val di Fiemme 2013)

### Mondiali juniores
- 2 medaglie:
  - 1 oro (staffetta a Stryn 2004)
  - 1 argento (10 km a Tarvisio 2007)

### Coppa del Mondo
- Miglior piazzamento in classifica generale: 4º nel 2013
- 15 podi (14 individuali, 1 a squadre):
  - 4 vittorie (individuali)
  - 7 secondi posti (6 individuali, 1 a squadre)
  - 4 terzi posti (individuali)

#### Coppa del Mondo - vittorie
| Data             | Località  | Nazione  | Specialità  |
| ---------------- | --------- | -------- | ----------- |
| 10 dicembre 2010 | Davos     | Svizzera | 15 km TC    |
| 19 gennaio 2013  | La Clusaz | Francia  | 15 km TC MS |
| 16 febbraio 2013 | Davos     | Svizzera | SP TC       |
| 21 gennaio 2018  | Planica   | Slovenia | 15 km TC    |

Legenda:

TC = tecnica classica

SP = sprint

MS = partenza in linea

#### Coppa del Mondo - competizioni intermedie
- 13 podi di tappa:
  - 7 vittorie
  - 4 secondi posti
  - 2 terzi posti

##### Coppa del Mondo - vittorie di tappa
| Data             | Località      | Nazione   | Competizione   | Specialità  |
| ---------------- | ------------- | --------- | -------------- | ----------- |
| 27 novembre 2011 | Kuusamo       | Finlandia | Nordic Opening | 15 km TC PU |
| 4 gennaio 2013   | Dobbiaco      | Italia    | Tour de Ski    | 5 km TC     |
| 5 gennaio 2013   | Val di Fiemme | Italia    | Tour de Ski    | 15 km TC MS |
| 1º gennaio 2014  | Lenzerheide   | Svizzera  | Tour de Ski    | 15 km TC MS |
| 7 gennaio 2015   | Dobbiaco      | Italia    | Tour de Ski    | 10 km TC    |
| 6 gennaio 2016   | Oberstdorf    | Germania  | Tour de Ski    | 15 km TC MS |
| 6 gennaio 2018   | Val di Fiemme | Italia    | Tour de Ski    | 15 km TC MS |

Legenda:

TC = tecnica classica

TL = tecnica libera

PU = inseguimento

MS = partenza in linea